# Praia do Arado Velho
A Praia do Arado Velho é uma praia situada no extremo-sul de Porto Alegre, capital do estado brasileiro do Rio Grande do Sul. 
Banhada pelo Guaíba, a praia é a única do bairro Belém Novo sem acesso público e direto por terra, devendo visitantes chegarem por embarcação, ao contrário das praias do Veludo e Leblon e da prainha de Copacabana, que possuem vias de acesso.
Situada às margens de uma península, a praia é terreno de marinha e contígua a uma conhecida propriedade particular no Belém Novo, a Fazenda Arado Velho, onde se discute atualmente a criação de um grande empreendimento imobiliário mediante a modificação do plano diretor do município, havendo firme oposição do movimento Preserva Belém Novo por conta do impacto ambiental na região.
Em 15 de junho de 2018, um pequeno grupo de índios guaranis Mbiás chegou de barco à praia do Arado Velho e ocupou um trecho de mata dela com barracas, alegando direito histórico e religioso sobre o local. Desde então, os proprietários da fazenda do Arado obtiveram liminar na Justiça proibindo entrada de mais indígenas e cercaram a área ocupada pelos índios, que recebem alimentos e água potável de pescadores.

Em junho de 2019, um grupo do movimento Jogue Limpo efetuou a limpeza da praia, removendo plásticos em sacos de lixo, com apoio do clube Veleiros do Sul e outras empresas.